# CLMUL instruction set
CLMUL instruction set（Carry-less Multiplication instruction set、CLMUL、あるいはPCLMULQDQとも）は、インテルおよびAMDのマイクロプロセッサに用いられているx86命令セットである。2008年にインテルによって提唱され、2010年のWestmereプロセッサから利用可能となった。この命令セットの目的は、有限体上での乗法に基づいた、ブロック暗号の暗号利用モードの一つであり認証付き暗号であるGalois/Counter Modeの高速化である。CLMULによって、従来の命令セットと比較してGF(2k) の有限体上での乗法をより効率的に実装することができる。もう一つの目的は、CRCの計算の高速化である。

## 命令一覧
| Instruction | Description                                             |
| ----------- | ------------------------------------------------------- |
| PCLMULQDQ   | GF(2) 有限体上での2つの64ビット多項式のキャリーなし乗算 |

```
PCLMULLQLQDQ xmmreg,xmmrm [rm: 66 0f 3a 44 /r 00]
PCLMULHQLQDQ xmmreg,xmmrm [rm: 66 0f 3a 44 /r 01]
PCLMULLQHQDQ xmmreg,xmmrm [rm: 66 0f 3a 44 /r 02]
PCLMULHQHQDQ xmmreg,xmmrm [rm: 66 0f 3a 44 /r 03]
PCLMULQDQ xmmreg,xmmrm,imm [rmi: 66 0f 3a 44 /r ib]
```

## CLMULを実装したCPU
- インテル
  - Westmere
  - Sandy Bridge
  - Ivy Bridge
  - Haswell
- AMD
  - Bulldozer
  - Piledriver
  - Jaguar

CLMUL命令セットへの対応の有無は、CPUIDで確認することが可能である。